# ناریتا، چیبا
ناریتا، چیبا از شهرهای استان چیبا ژاپن است که جمعیت آن در ۱ ژانویه ۲۰۰۸۱۲۴٬۷۷۳ 	نفر بوده‌است.